# Партска война на Траян
Партската война на Траян (114 – 117) е война между Римската империя и партите.
Император Траян, след победата над даките (101 – 106), завоюва през 114 г. Армения и я обявява за римска провинция. През 115 г. римската войска воюва в Северна Месопотамия, стига до река Тигър. Основната армия е отведена в Сирия. През 116 г. кампанията се възобновява. Римляните завоюват Месопотамия, превземат столицата на Партия Ктезифон. Царете на партите напускат престола и бягат от страната.
Траян има командирите: Лузий Квиет, Квинт Марций Турбон и клиентския цар Партамаспат от Армения. Партите са командвани от Ороз I, Вологаз III и Партамазири.

## Преди войната
През 113 г. Траян се отправя на последната си кампания, предизвикана от решението на партите да поставят неприемлив за Рим крал на арменския престол. Двете империи споделят контрола над кралството от времето на Нерон петдесет години по-рано.
Много съвременни историци смятат, че решението на Траян да обяви война на Партия може да е било икономически мотивирано: след анексирането на Арабия, Траян строи нов път – Виа Траяна Нова, който се простира до Акаба при Червено море. Това означавало, че единственото пристанище част от пътя за търговия с Индия, което не било под пряк римски контрол, се намирало в Персийския залив. Придобиването на контрол над въпросното пристанище било от ключово значение за намаляването на вносната цена и предполагаемия недостиг на ценни метали, създаден от дефицита на римска търговия с далечните източни държави.
Това пристанище със сигурност търгувало с Римската империя, тъй като отношенията им с търговци от Палмира през този период са добре документирани в палмирски източник, който разказва за множеството палмирски граждани, работещи на пристанището. Също така кралството на местните владетели вероятно включвало бахрейнските острови (където палмирски гражданин служел като сатрап, малко след смъртта на Траян), но след това назначението било направено от партски крал), което предполага възможността за продължаване на римската хегемония в самия Персийски залив. Причината за кампанията на Траян в такъв случай би било разрушаването на системата от търговия с Изтока, чрез малки семитски („арабски“) градове под партски контрол и поставянето ѝ под римски.
В своите походи в Дакия, Траян вече е прибягвал до използването на сирийски помощни войски, чийто ветерани, заедно със сирийските търговци, играели важна роля в последвалото колонизиране на провинцията. Той включил палмирски войски в армията си, включително такава с камили, като по този начин си осигурил палмирската подкрепа за плановете си да превземе пристанището. Правени са наблюдения, че когато по-рано в кампанията си Траян анексира Армения, той е трябвало да анексира и цяла Месопотамия, за да не допусне партите да се намесят в търговията от Персийския залив и да създадат проблеми на римската граница при Дунав.
Други историци отхвърлят тази причина като мотивация за конфликта, тъй като въпросният партски „контрол“ над източните търговски пътища е в най-добрия случай предполагаем и се базира на избирателното четене на китайски източници – търговията на партска територия изглежда не е била възпрепятствана от местните власти и е оставена само на частната инициатива. Търговската дейност в Месопотамия през 2 век, изглежда е била общо явление, споделяно от хора във и извън Римската империя, без признаци за конкретна имперска политика в това направление. Много учени смятат цялата идея за външнотърговската „политика“ като причина за войната на Траян за анахронизъм: според тях всички римски тревоги за търговията в региона на Далечния Изток – освен събирането на пътни такси и мита – са морални и не включват икономическа политика. При отсъствието на заключителни доказателства, търговията между Рим и Индия може да е била много по-балансирана, що се отнася до количеството на обменени ценни метали: един от източниците за твърдението, че в Рим е имало дефицит на злато е Плиний Стари, който по-рано описва Индо-Гангската равнина като един от източниците на злато за Римската империя. В противоречивата си книга, посветена на древна икономика, Моусес Финли смята „зле изчисленото и скъпо нападение над Партия“ като пример за многото икономически войни на римляните, които си приличат по това, че съществуват само в книгите на модерните историци.
Алтернативното мнение е на мотивацията за кампанията да се гледа като на желание за придобиване на нови територии и престиж, единственият мотив споменат от Дион Касий. За „икономически“ мотив на Траян за войната може да бъде посочен фактът, че завладяването на нови територии включвало събирането на данъци, особено 25% данък върху всички стоки, влизащи в Римската империя. Също така завладяването на източни територии имало и пропагандна стойност, като в римските очи наподобявало това на Александър Велики. Фактът че емисари от Кушанската империя може би са посетили възпоменателните церемонии за войната в Дакия, може да са предизвикали в някои гръцко-римски интелектуалци, като Плутарх – който пише, че само 70 000 римски войници били необходими за превземането на Индия – както и в най-близките сътрудници на Траян, мечти за печалбите, които можели да бъдат реализирани, повтаряйки македонските завоевания на изток. Също така е възможно експанзионистичната политика на Траян да е подкрепяна от група влиятелни сенатори, посветени на политиката за териториално разширение. Първи сред тях бил най-влиятелният сенатор по това време и личен приятел на Траян – Луций Лициний Сура. Кампанията може да бъде обяснена също и с идеята, че за римляните тяхната империя била на теория безгранична, а Траян просто се възползвал от възможността да превърне идеите в реалност.
Има и група от модерни историци, които смятат, че целите на Траян са чисто военни и по-скромни: да подсигури по добра защита за източните граници на империята, пресичайки Северна Месопотамия по река Хабур, за да подсигури защитата на римска Армения. Тази интерпретация е подкрепена от факта, че всички последвали римски войни срещу Партия целят установяването на римско присъствие дълбоко в самата Партия.

## Времева линия

### Планиране на кампанията
Кампанията е внимателно замислена и планирана предварително: десет легиона са събрани на изток; кореспонденцията от 111 г. на Плиний Млади свидетелства, че местните провинциални власти във Витиния е трябвало да организират доставки на провизии за преминаващите войници, а местните градски съвети и техните индивидуални членове трябвало да покрият част от покачващите се разходи, като сами осигурят доставката. Следователно планираната кампания е била много скъпа от самото ѝ начало.

### Армения
Траян се отправя първо към Армения, детронира краля, поставен от партите (който впоследствие е убит, докато е под наблюдението на римските войници в неясен инцидент, по-късно описан от Фронтон за нарушаване на римската добросъвестност) и го анексира като провинция, получавайки потвърждение за римската хегемония от множество племена в Кавказкия регион и по източния бряг на Черно море – процес, който го ангажира до края на 114 г. По същото време римска войска под командването на Лузий Квиет – забележителен кавалерийски генерал, отличил се по време на дакийските войни, командвайки войници от родната си Мавретания – прекосила река Аракс от Армения към Атропатена. Възможно е кампанията на Квиет да е имала за цел разширяването на новата, по-лесно защитима римска граница на изток към Каспийско море и на север към Кавказието.

### Месопотамия
Хронологията на последвалите събития не е съвсем ясна, но е общоприето схващането, че рано през 115 г. Траян започнал настъплението си в Месопотамия, отправяйки се надолу по Тавърските планини, за да вземе контрол над територията между реките Тигър и Ефрат. Там поставил постоянни гарнизони, за да защитават територията. Докато Траян пътувал от запад на изток, Лузий Квиет преместил армията си на запад от Каспийско море. Двете армии успешно изпълнили настъпление на два фланга, а резултатът от това било установяването на римско присъствие в партската империя. Траян превзел няколко северни месопотамски града и обособил провинция Месопотамия, включваща царство Осроене – където крал Абгар VII се съгласил с политиката на Траян за установяване на римски протекторат. Този процес изглежда е бил завършен до началото на 116 г., когато са изсечени монети със съобщението, че Армения и Месопотамия са преминали под контрола на римляните. Местността между река Хабур и планините около Сингара изглежда са били смятани за новата граница и като такава получават път, обграден от укрепления.
След като прекарал зимата в Антиохия през 115/116 – и според писмени източници, едва успявайки да се измъкне от силно и разрушително земетресение, което отнело живота на един от консулите – Траян отново се завърнал на полето през 116 г. с идеята да превземе цяла Месопотамия. Тази цел обаче се оказала твърде амбициозна и впоследствие се отразила зле на резултатите от цялата кампания. Според някои модерни историци целта на кампанията от 116 г. е да постигне „превантивна демонстрация“, целяща не превземането на Партия, а по-силния контрол над източните търговски пътища. Въпреки това недостигът на човешка сила за римското командване означавало, че кампанията била изправена пред провал от самото начало. Важно е да се отбележи, че не са организирани нови легиони преди началото на Партската кампания, вероятно защото източниците на нови войници сред гражданите вече били използвани до предела си.
Доколкото източниците позволяват кампанията да бъде описана, изглежда, че едната част от римските войски са пресекли Тигър в посока Адиабена, минавайки на юг и превземайки един от градовете там; втората част се спуснала на юг по реката, превземайки Вавилон; самият Траян плавал надолу по Ефрат – където триумфална арка била издигната в негова чест – през Озогардана, където издигнал „трибунал“, все още съществуващ по време на кампаниите на Юлиан в същия регион. Стигнал до тясната ивица земя между Ефрат и Тигър, Траян заповядал изтегляне на флотата на суша и превзел Селевкия, а след това и партската столица Ктезифон.
Траян продължил на юг до Персийския залив, където местният владетел обявил подчинението си. Императорът обявил Вавилон за нова провинция на империята и негова статуя била издигната на брега на Персийския залив. След това изпратил до Сената писмо, обявявайки войната за приключена и оплаквайки се, че е твърде стар, за да продължи по-нататък и да повтори завоеванията на Александър Велики. Тъй като кралството в персийския залив било де факто независимо, завоеванията на Траян в региона може би са били в разрез с палмирския интерес. Друга хипотеза е, че персийският крал е бил експанзионистично настроен към партски Вавилон, давайки му причина за съюз с Траян. Лятната партска столица Суза също била завладяна от римляните.
Според късни писмени източници (неподкрепени от монети или надписи) провинция Асирия също е била основана, като територията ѝ според твърденията обхващала тази на Адиабена. Изглежда са предвиждани някои мерки относно фискалната администрация на търговията с Индия – или просто за плащането на мита (порториа) върху стоки търгувани по Ефрат и Тигър. Възможно е това „оптимизиране“ на администрацията на току-що завладяната територия, според стандартния провинциален модел на администриране по отношение на данъците, да е причината за по-късното съпротивление срещу Траян.
Според някои модерни историци, по време на престоя си в Персийския залив, Траян може би е бил зает с извършването на нападения по партския бряг, както и с възможността за разширяването на римския сюзерен над планинските племена, държащи контрола над проходите през Загроските планини и Иранското плато на изток. По този начин също можела да бъде осигурен и пряка връзка между Римската и Кушанската империя. Не е направен опит за разширение в самото Иранско плато, където римската армия със своята относителна липса на кавалерия би била в неизгодно положение.
Въпреки това след като Траян напуснал залива в посока Вавилон – където възнамерявал да направи жертвоприношение на Александър в къщата, в която той умрял през 323 г. пр.н.е – внезапно избухване на партската съпротива, предвождано от племенника на партския крал – Санатрук, който събрал кавалерия и вероятно разполагал с допълнителна армия от стрелци, застрашило римските позиции в Месопотамия и Армения. Траян искал да се справи с това, отказвайки се от директната римска власт в самата Партия, поне частично.
Две армии били изпратени към северна Месопотамия: първата, под командването на Лузий Квиет, възстановила контрола над Нисбис и Едеса от бунтовниците, вероятно сваляйки и убивайки местния крал Абгар в този процес. Втората армия била победена, а командирът ѝ (вероятно проконсула на Македония) бил убит. По-късно през 116 г., Траян с помощта на Квиет и други двама легати, победили партската армия. Партският крал Санатрук загинал в сражението. След като отново превзел и изгорил Селевкия, Траян формално детронирал партския крал Хосрой I и поставил на трона свой избраник. Това събитие е ознаменувано с монета, която символизира превръщането на Партия в клиентско царство: REX PARTHIS DATUS, „крал е даден на партите“. След това Траян се оттеглил на север, за да запази това, което можел от новите провинции Месопотамия и Армения – където сключил примирие. В замяна на това част от територията преминала под владението на сина на Санатрук, Вологаз.
По това време здравето на Траян започнало да се влошава. Укрепеният град Хатра продължавал да удържа римските настъпления. Той лично присъствал на обсадата и е възможно да е получил топлинен удар в пламтящата жега.

### Еврейско въстание
Скоро след това евреите в Източната римска империя, в Египет, Кипър и Кирена – вероятно последната от тези провинции била огнището на бунта – се надигнали в нещо, което изглежда като религиозен бунт срещу местните езичници. Впоследствие това масово въстание било наречено Китоска война. Друг бунт се разразил сред еврейските общности в Северна Месопотамия, вероятно като част от всеобща реакция срещу римската окупация. Траян бил принуден да оттегли армията си, за да се справи с въстанията. Той гледал на това отстъпление като на временна пречка, но съдбата му била никога повече да не командва армия, предавайки командването на източните си войски на Лузий Квиет, който междувременно е издигнат до проконсул на Юдея и може би е трябвало да се справя с размириците в провинцията. Квиет свършва работата си отлично, толкова добре, че войната впоследствие е кръстена на него.
На Квиет му е обещана позицията на консул през следващата година (118) за победите му, но той е убит преди това да се случи, по време на кървавото преследване в началото на управлението на Адриан. Квиет и трима други бивши консули са осъдени на смърт след процес, базиран на смътни обвинения в заговор в (тайния) съд на преторианския префект Публий Ацилий Атиан. Има теории, че Квиет и колегите му са екзекутирани по преките разпореждания на Адриан, заради страха от голямата им популярност сред армията и близките им отношения с Траян.
Следващата изтъкната римска фигура, натоварена с потушаването на еврейското въстание е Квинт Марций Турбон, който преди това се справил с лидера на бунтовниците от Кирена, запазил доверието на Адриан и впоследствие станал преториански префект. Изглежда, че Адриан не искал да позволи съществуването на група от независимомислещи сенаторски генерали от времето на предшественика му. За това сочи фактът, че и четиримата екзекутирани били сенатори от най-висок ранк и като такива били смятани за способни да вземат императорската власт (capaces imperii). Адриан изглежда е решил превантивен удар срещу тези възможни бъдещи съперници.